# Tongelreep (rivier)
De Tongelreep is een zijriviertje van de Dommel, dat in België ontspringt op Kempisch Plateau bij Erpekom, een dorp in Peer. Gedurende haar 25 km op Belgische grondgebied heet het riviertje Warmbeek. De Warmbeek loopt vanaf haar oorsprong pal in noordelijke richting ongeveer parallel met de Dommel. Op Belgisch grondgebied loopt ze door Peer, Grote-Brogel, Kaulille, Sint-Huibrechts-Lille en Achel. Eens over de rijksgrens in Nederland is de beek een breder riviertje geworden en wordt het Tongelreep genoemd.  Het gaat via Valkenswaard en Aalst tot de monding in de Dommel voor Eindhoven. De Tongelreep stroomt onder meer langs de Achelse Kluis, het Leenderbos, de Valkenhorst met de visvijvers, en de Genneper Parken.
Hoewel al sinds de middeleeuwen wijzigingen aan de bedding van de Tongelreep werden uitgevoerd, en in 1890 het deel ten westen van het huidige Leenderbos werd gekanaliseerd ten behoeve van de aanleg van visvijvers, terwijl het deel ten zuiden daarvan werd gekanaliseerd door de monniken van de Abdij van Achel, is de Tongelreep een relatief natuurlijk, landschappelijk aantrekkelijk en helder riviertje gebleven. Nadat het landbouwbedrijf van de Achelse Kluis werd opgeheven, is de grond in het dal van de Tongelreep in 1989 verkocht aan natuurbeschermingsorganisaties die de natuurlijke toestand weer hebben hersteld. Ook de beemden van de Warmbeek worden weer in een meer natuurlijke staat gebracht.

## Stroomgebied
De Warmbeek ontspringt als Jongemansbeek of Vrenenbeek ten zuidwesten van Erpekom. Hij stroomt vervolgens naar het noorden langs Grote-Brogel en Kaulille, waar hij ook Kleine Broekbeek heet. Ten zuiden van Sint-Huibrechts-Lille komt de Dorperloop erin uit, waarna hij verdergaat als Warmbeek, wordt onderdoor het Kempens Kanaal geleid en doorstroomt een wateringgebied. Een parallel gegraven beek drijft de Grevenbroekmolen aan. De Beverbeekloop voegt zich bij de stroom en ter hoogte van de Achelse Kluis ook de Haagbroekerloop. Vervolgens stroomt de beek als Tongelreep Nederland binnen. Ze was hier gekanaliseerd maar, nadat de monniken de grond van hun landbouwbedrijf aan Staatsbosbeheer hebben verkocht, kreeg de beek weer een meer natuurlijk verloop.
Nu stroomt de beek ten westen van het Leenderbos en langs Valkenswaard. Hier voedt ze tal van visvijvers. Via Aalst bereikt de Tongelreep het gebied Genneper Parken om dan bij het Stadswandelpark van Eindhoven in de Dommel uit te komen.

## Natuurgebieden
De Warmbeek/Tongelreep is een van de helderste riviertjes van Vlaanderen en Noord-Brabant. Ze stroomt over een grote lengte door natuurgebieden. De belangrijkste daarvan zijn:
- Warmbeekvallei,
- Warande,
- Achelse Kluis,
- Leenderbos,
- Valkenhorst met visvijvers,
- Genneper Parken

## Cultuurhistorie
De Warmbeek/Tongelreep is cultuurhistorisch belangwekkend. De visvijvers, de Achelse Kluis, de vloeivelden, het klooster Catharinadal en het Kasteel Genenbroek te Achel zijn met deze beek verbonden.

### Watermolens
Op de Warmbeek bevinden zich de volgende watermolens:
- De Broekkantmolen te Sint-Huibrechts-Lille, aan de Geuskens
- De Grevenbroekmolen of Het Mulke ten noorden van Achel, aan de Molendijk

Vroeger bevonden zich nog meer watermolens op de Warmbeek, namelijk de oude Grevenbroekmolen bij Genenbroek te Achel, een watermolen bij het klooster Catharinadal te Achel, en een watermolen op de Beverbeekloop, een zijstroom van de Warmbeek, bij het kasteel Grevenbroek, die de Numolen (Nieuwe Molen) heette. Hiernaast is er sprake van een molen ter hoogte van de Achelse Kluis. De molens hebben niet alle tegelijkertijd bestaan.